# Sector 4 (Bucarest)

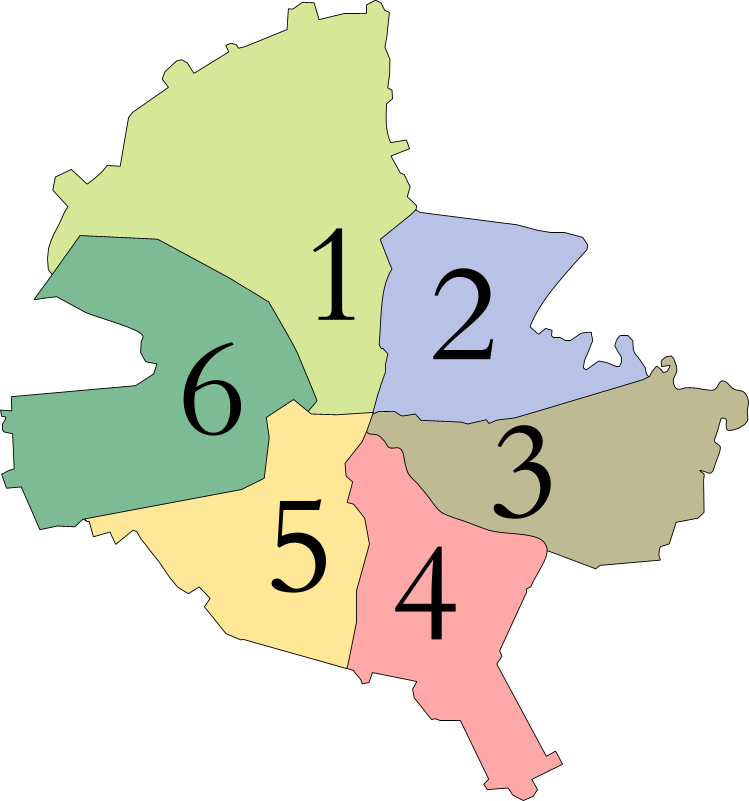
Els sis sectors de Bucarest

El sector 4 és una unitat administrativa de Bucarest.

## Economia
Romania té la seva seu central d'Economia al sector 4.

## Barris
- Giurgiului
- Berceni
- Olteniței
- Tineretului
- Văcăreşti

## Política
Daniel Băluță del Partit Socialdemòcrata (PSD) és l’actual alcalde, havent estat elegit per al càrrec el 2016 i reelegit el 2020. El Consell Local del Sector 4 té 27 escons.